# Athyreus hemisphaericus
Athyreus hemisphaericus es una especie de coleóptero de la familia Geotrupidae.

## Distribución geográfica
Habita en Argentina, Paraguay y Brasil.